# Słowacja na Letnich Igrzyskach Olimpijskich Młodzieży 2010
Słowację na Letnich Igrzyskach Olimpijskich Młodzieży 2010 w Singapurze reprezentowało 17 sportowców w 8 dyscyplinach.

## Skład kadry

### Judo
- Arpád Szakács
- Andrea Krišandová

### Kajakarstwo
- Miroslav Urban

### Lekkoatletyka
- Katarína Strmeňová
- Claudia Hladíková

### Pięciobój nowoczesny
- Ján Szalay
- Elka Sedileková

### Pływanie
- Katarína Listopadová
- Aurélia Trnovcová
- Martin Fakla
- Pavol Jelenák

### Szermierka
- Michala Cellerová

### Tenis
- Jozef Kovalík
- Filip Horanský
- Jana Čepelová
- Chantal Škamlová

### Wioślarstwo
- André Rédr